# Torre Breda
Das Breda-Hochhaus (italienisch Torre Breda) ist ein Hochhaus an der Piazza della Repubblica in Mailand, nahe dem Hauptbahnhof.
Mit 117 Metern ist es das neunthöchste Hochhaus in Mailand, erbaut 1954 nach einem Entwurf von Luigi Mattioni. Bis zur Fertigstellung des Hochhauses in Cesenatico im Jahr 1958 war es das höchste Gebäude Italiens. In den unteren acht Geschossen befinden sich Büros, die oberen Etagen sind Wohnungen. Die Wohnungen waren per Rohrpost an die Poststelle des Gebäudes angeschlossen. Schon bei seiner Errichtung wurde Grundwasser zur Klimatisierung genutzt. 2009 wurde das Gebäude saniert.
Im Film „Vater, wir vollen heiraten“ (Ragazze d’oggi) von Luigi Zampa aus dem Jahre 1955 ist die Torre Breda im unvollendeten Zustand zu sehen.